# Edelsitz Obenaus

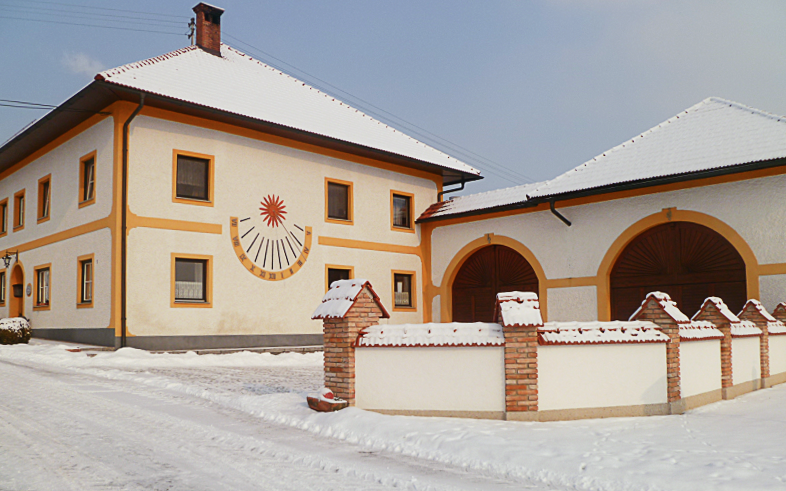
Edelsitz Obenaus

Der Edelsitz Obenaus liegt in dem Ortsteil Sirfling der Gemeinde Gunskirchen im Bezirk Wels-Land.
Im Trauungsbuch der Gemeinde Gunskirchen wird 1647 ein Herr Wolf Obenaus von und zu Siefling erwähnt. Aus dem Edelsitz ist ein Bauernhof, Sirfling Nr. 3, geworden. Das Wohnhaus mit den gewölbten Räumen im Erdgeschoß und den schweren Tramdecken im Obergeschoß entspricht auch baulich einem Edelsitz.